# 寅稲荷古墳
寅稲荷古墳（とらいなりこふん）は、埼玉県深谷市の四十塚古墳群内にある前方後円墳である。
規模は、
- 墳丘長51メートル
- 後円部径26メートル・高さ3.0メートル
- 前方部幅34メートル・高さ3.5メートル

古墳群中最大の前方後円墳で、前方部を西に向けている。後円部から前方部にかけ寅稲荷神社が鎮座しており、墳頂部は平らになっている。1979年(昭和54年)に岡部町（当時）指定史跡に指定された。1981年(昭和56年)に周溝の発掘調査が行われ、埴輪片が出土している。1986年(昭和61年)と1994年(平成6年)にも調査が行われ、形象埴輪片（人物、馬、家）が発掘されている。